# Fundu Moldovei
Fundu Moldovei is een Roemeense gemeente in het district Suceava.

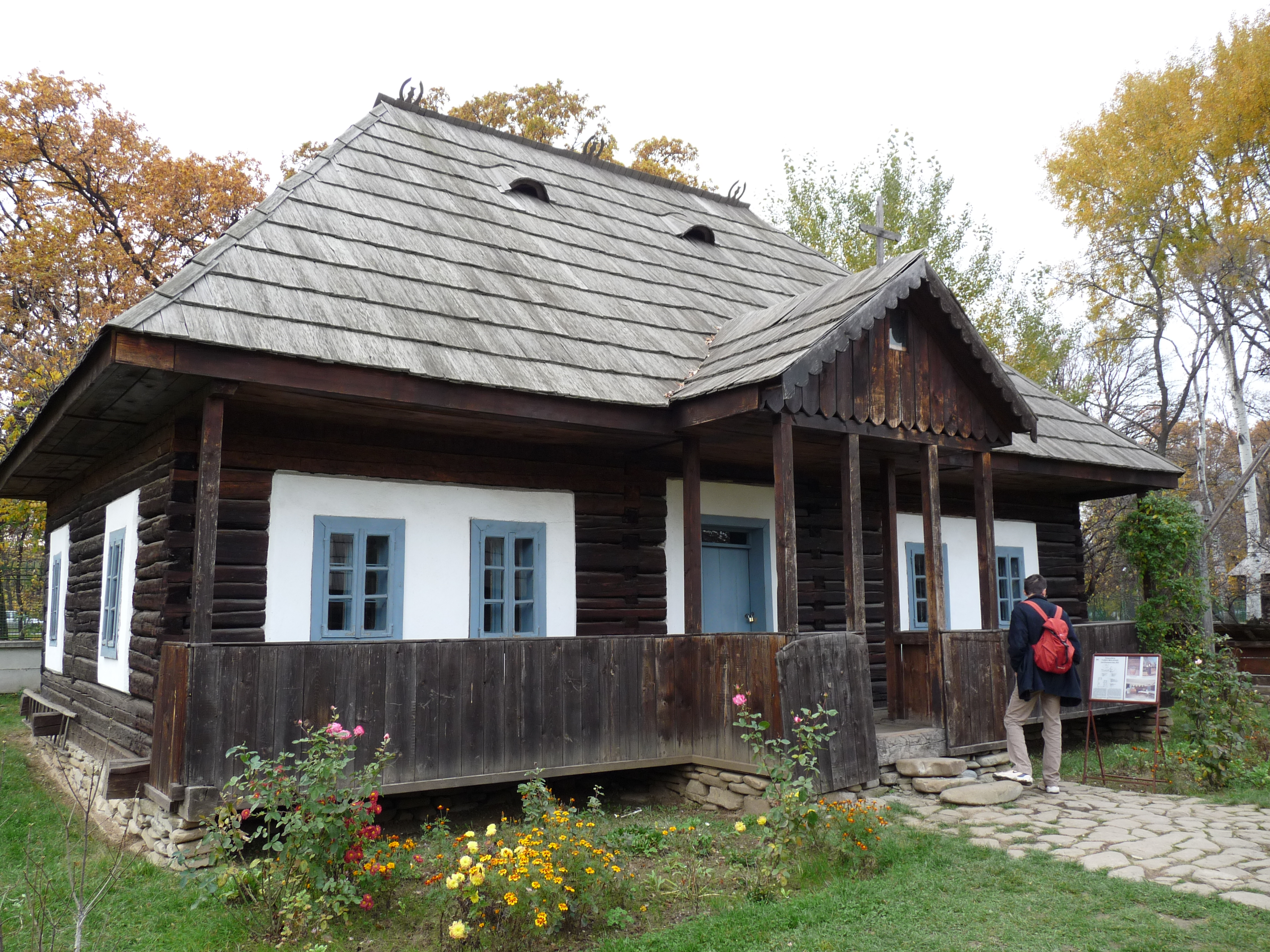
Museum van Fundu Moldovei

Fundu Moldovei telt 4090 inwoners.